# Turner Classic Movies
Turner Classic Movies (TCM) er en reklamefri kanal med klassiske film. Kanalen blev grundlagt af Amerikaneren Robert Edward "Ted" Turner.
TCM sorterer under Turner Broadcasting System, som også har kanalerne CNN, Cartoon Network og Boomerang i Norden, og som hører i dag under Time Warner. Den kanal, man kan se i Norden, sendes fra London, men firmaet har lokale kontorer i København og Stockholm.
TCM er en 24-timers filmkanal, som viser gamle og nyere film – fra elskede klassikere til moderne mesterværker. TCM viser også dokumentarer og interviews om film.